# Husasău de Criș, Bihor
Husasău de Criș este un sat în comuna Ineu din județul Bihor, Crișana, România. Această așezare este atestată documentar din anul 1236, și s-a dezvoltat de-a lungul timpului ajungând, la începutul secolului al XX-lea, după Primul Război Mondial, la nivelul unei comune.
- Așezare geografică: Husasău de Criș împreună cu satul Botean și Ineu (reședința) alcătuiesc comuna Ineu din județul Bihor, România. Acesta este așezat în partea de vest a județului Bihor, în Depresiunea Vad.
- Accesibilitate: în Husasău de Criș se poate ajunge pe Drumul Comunal 44 Fughiu - Husasău de Criș, care are o lungime de circa 3,5 km. De asemenea, satul se află foarte aproape de Oradea, la o distanță de doar 22 km.
- Clima: aceasta este specifică climei județului, care se află sub influența circulației vestice ce transportă mase de aer oceanic, umede. Temperatura medie anuală este cuprinsă între 7°-10°C, valoare caracteristică zonei de deal din județul Bihor. Media anuală a precipitațiilor este de 700-1.000 mm/an, iar vânturile cele mai frecvent întâlnite sunt cele de sud, urmate de cele vestice și cele din sectorul nordic.
- Resurse naturale: O bună parte a fondului funciar din această zonă este destinată exploatării agricole, dar la un nivel destul de redus, deoarece în cea mai mare parte, terenurile sunt ocupate de livezi și pepiniere pomicole. Peste 63 % din soluri sunt reprezentate de cele aluvionare, formate din nisip, pietriș și sol vegetal care conține humus. Restul solului este format din podzol și sol brun-roșcat de pădure care se găsește în zona colinară, spre pădure. În general, acestea sunt sărace și necesită îngrășăminte naturale și chimice.

Zona are și potențial de dezvoltare a viticulturii, deși suprafețele agricole destinate viticulturii, și așa foarte mici în raport cu potențialul regional, s-au restrâns considerabil după retrocedarea acestora foștilor proprietari.
O altă resursă importantă este rețeaua hidrografică, apele curgătoare de pe teritoriul comunei făcând parte din Bazinul Hidrografic al Crișului Repede. La nivel local s-a dezvoltat și un lac destinat pescuitului, și anume Lacul Husasău de Criș.
De asemenea, pe teritoriul comunei există două situri comunitare. Natura 2000: ROSCI0050 Crișul Repede amonte de Oradea și ROSCI0267 Valea Roșie . În situl Crișul Repede amonte de Oradea – care se întinde pe numeroase localități din județul Bihor (Alșed, Aștileu, Aușeu, Ineu, Lugașu de Jos, Măgești, Oradea, Oșorhei, Săcădat, Țețchea, Tileagd, Vadu Crișului) - se întâlnește habitatul de Zăvoaie cu Salix alba și Populus alba. Și situl Valea Roșie (se întinde pe comuna Ineu, comuna Paleu și municipiul Oradea) care este reprezentativ pentru pădurile de fag de tip Asperulo-Fagetum, o parte din zonă fiind cuprinsă și în Rezervația Naturală Fâneața Valea Roșie.
- Dezvoltarea economică: Numărul întreprinderilor din zonă este unul relativ mic (12 firme), principalele sectoare economice fiind reprezentate de: comerț, agricultură, sectorul de construcții și cel al serviciilor.